# Пассайль

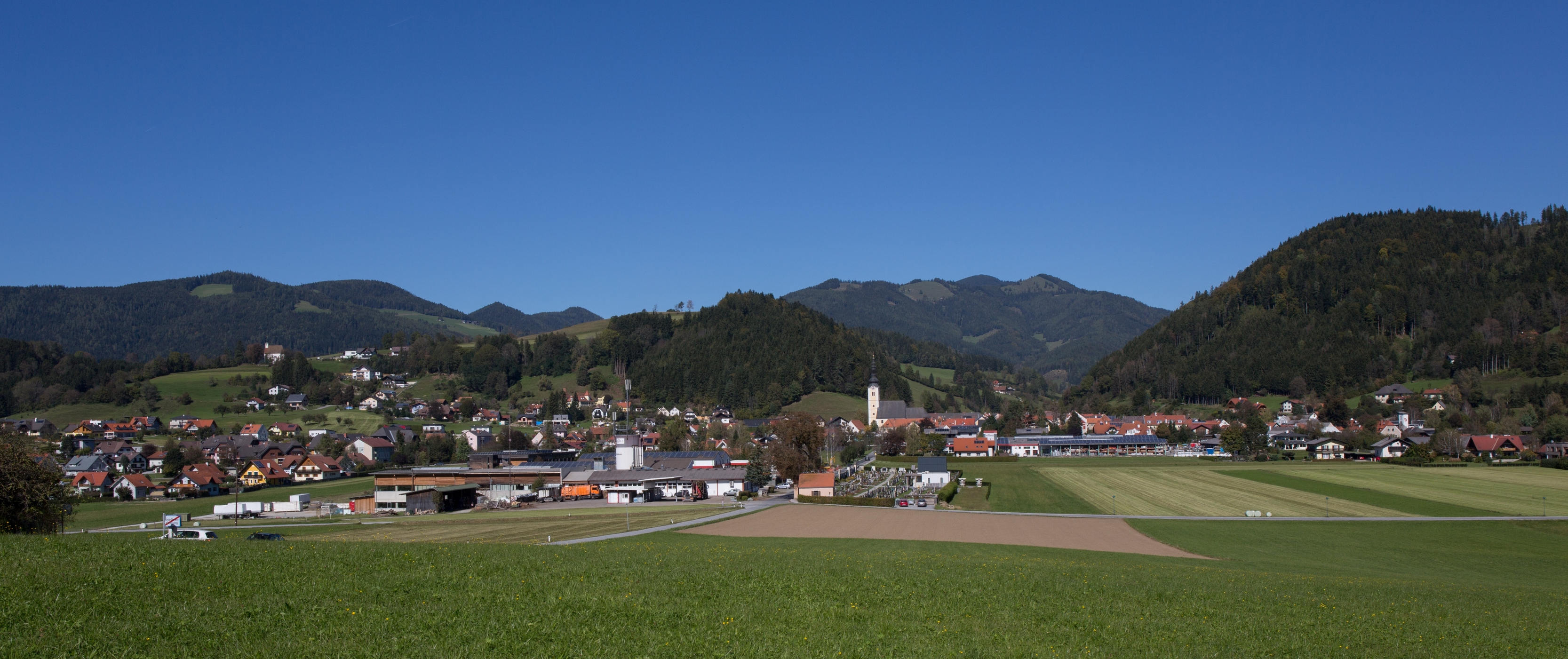
Пассайль

Пассайль (нем. Passail) — ярмарочная коммуна (нем. Marktgemeinde) в Австрии, в федеральной земле Штирия. 
Входит в состав округа Вайц.  Население составляет 1978 человек (на 31 декабря 2005 года). Занимает площадь 13,8 км². Официальный код  —  6 17 36.

## Политическая ситуация
Бургомистр коммуны — Гюнтер Линцбергер (АНП) по результатам выборов 2005 года.
Совет представителей коммуны (нем. Gemeinderat) состоит из 15 мест.
- АНП занимает 9 мест.
- СДПА занимает 5 мест.
- АПС занимает 1 место.